# Ornithogalum wiedemannii
Ornithogalum wiedemannii är en sparrisväxtart som beskrevs av Pierre Edmond Boissier. Ornithogalum wiedemannii ingår i släktet stjärnlökar, och familjen sparrisväxter.

## Underarter
Arten delas in i följande underarter:
- O. w. reflexum
- O. w. wiedemannii